# نیپاون
نیپاون (به انگلیسی: Nipawin) یک منطقهٔ مسکونی در کانادا است که در ساسکاچوان واقع شده‌است. نیپاون ۸٫۷۱ کیلومتر مربع مساحت و ۴٬۴۰۱ نفر جمعیت دارد.